# Kučevo
Kučevo (ćirilično Кучево) je grad i središte istoimene općina u Republici Srbiji. Nalazi se u Središnjoj Srbiji i pripada Braničevskom okrugu.

## Povijest
U 15. stoljeću Turci su protjerali stanovnike Kučeva u Rumunjsku
Nakon 300 do 350 godina iz Rumunjske su se vratili stari stanovnici Vlasi, koji pričaju na dijalektu rumunjskoga jezika.

## Stanovništvo
Prema popisu stanovništva iz 2002. godine u gradu živi 4.506 stanovnika.
| Etnički sastav 2002. |            |        |
| Narod                | Stanovnika | %      |
| Srbi                 | 4.199      | 93,18% |
| Vlasi                | 143        | 3,17%  |
| Crnogorci            | 17         | 0,37%  |
| Rumunji              | 15         | 0,33%  |
| Hrvati               | 8          | 0,17%  |
| Jugoslaveni          | 7          | 0,15%  |
| Bugari               | 6          | 0,13%  |
| ostali               | 24         | 0,49%  |
| nepoznato            | 49         | 1,08%  |

| broj stanovnika | 3176  | 3751  | 3956  | 4441  | 5051  | 4846  | 4506  |
|                 | 1948. | 1953. | 1961. | 1971. | 1981. | 1991. | 2002. |

## Vanjske poveznice
- Karte, udaljenosti, vremenska prognoza[neaktivna poveznica]
- Satelitska snimka naselja  Arhivirana inačica izvorne stranice od 1. listopada 2007. (Wayback Machine)